# Fuchū (Aki)
Fuchū (jap. 府中町, Fuchū-chō) ist eine kreisangehörige Stadt (-chō) im Kreis (-gun) Aki der westjapanischen Präfektur Hiroshima. Mit über 50.000 Einwohnern gehört der östliche Vorort der kreisfreien Stadt (-shi) Hiroshima heute zu den größten kreisangehörigen Gemeinden des Landes. Seit 1975, als benachbarte Teile des Kreises Aki in die Stadt Hiroshima eingemeindet wurden, ist die Stadt Fuchū eine Exklave des Kreises Aki im Stadtgebiet von Hiroshima und wird seit 1980 von den Stadtbezirken (-ku) Ost, Süd und Aki umschlossen.
Zur eindeutigen Unterscheidung von (Bingo-)Fuchū und (Musashi-)Fuchū (beide heute allerdings Fuchū(-shi)) wird die Stadt manchmal auch Aki-Fuchū (安芸府中) genannt.

## Geographie
Fuchū liegt am linken Ufer oberhalb der Mündung des Enkōgawa (猿猴川), dem östlichsten Arm des Ōtadeltas, in den hier der 6,6 km lange Fuchū-Ōkawa (府中大川) einmündet. An der nördlichen Gemeindegrenze liegt der 424 m hohe Takaoyama (高尾山). Unterhalb davon liegt der „Waldpark Mikumari-Schlucht“ (Mikumari-kyō shinrin kōen).

## Geschichte
Der Name der Stadt kommt daher, dass im Altertum in dieser Gegend der Verwaltungssitz, Fuchū, der Provinz Aki lag. Bei der Einführung der prussifizierten Gemeindeordnungen von 1888 und der damit einhergehenden Gebietsreform entstand hier im Kreis Aki der Präfektur Hiroshima 1889 die Dorfgemeinde Fuchū (府中村), die 1937 zur Stadt wurde.
Während andere östliche Vororte der Stadt Hiroshima in der Nachkriegszeit eingemeindet wurden, blieb Fuchū eigenständig, obwohl Hiroshima 1970 eine Fusion angeboten hatte. Ein Eingemeindungsversuch wurde in den 2000er Jahren aufgegeben. Bei einer Volksabstimmung im Jahr 2002 sprachen sich 49,9 % der Abstimmenden für eine Eingemeindung aus, 28,5 % dafür, dass Fuchū selbst kreisfreie Stadt werden sollte, 21,6 % für den Fortbestand als kreisangehörige Stadt. Zwar wurde einer Direkteingabe von über 5.000 Bürgern im Jahr 2003 folgend eine gemeinsame Kommission für einen Zusammenschluss (gappei kyōgikai) eingerichtet, die aber nicht zu einem Ergebnis kam und im Dezember 2004 nach Beschlüssen beider Gemeindeparlamente wieder aufgelöst wurde. Unter anderem durch die vor-/städtische Bevölkerungsstruktur und die vergleichsweise gute Haushaltslage (siehe Abschnitt Wirtschaft) ist der Eingemeindungsdruck für Fuchū geringer als in vielen anderen japanischen Gemeinden.

## Bildung
Die Gemeindeverwaltung betreibt fünf Grund- und zwei Mittelschulen in Fuchū, die Präfekturverwaltung eine Oberschule, die Oberschule Aki-Fuchū (Hiroshima kenritsu Aki-Fuchū kōtō gakkō, 広島県立安芸府中高等学校) im östlichen Ortsteil Yamada.

## Wirtschaft

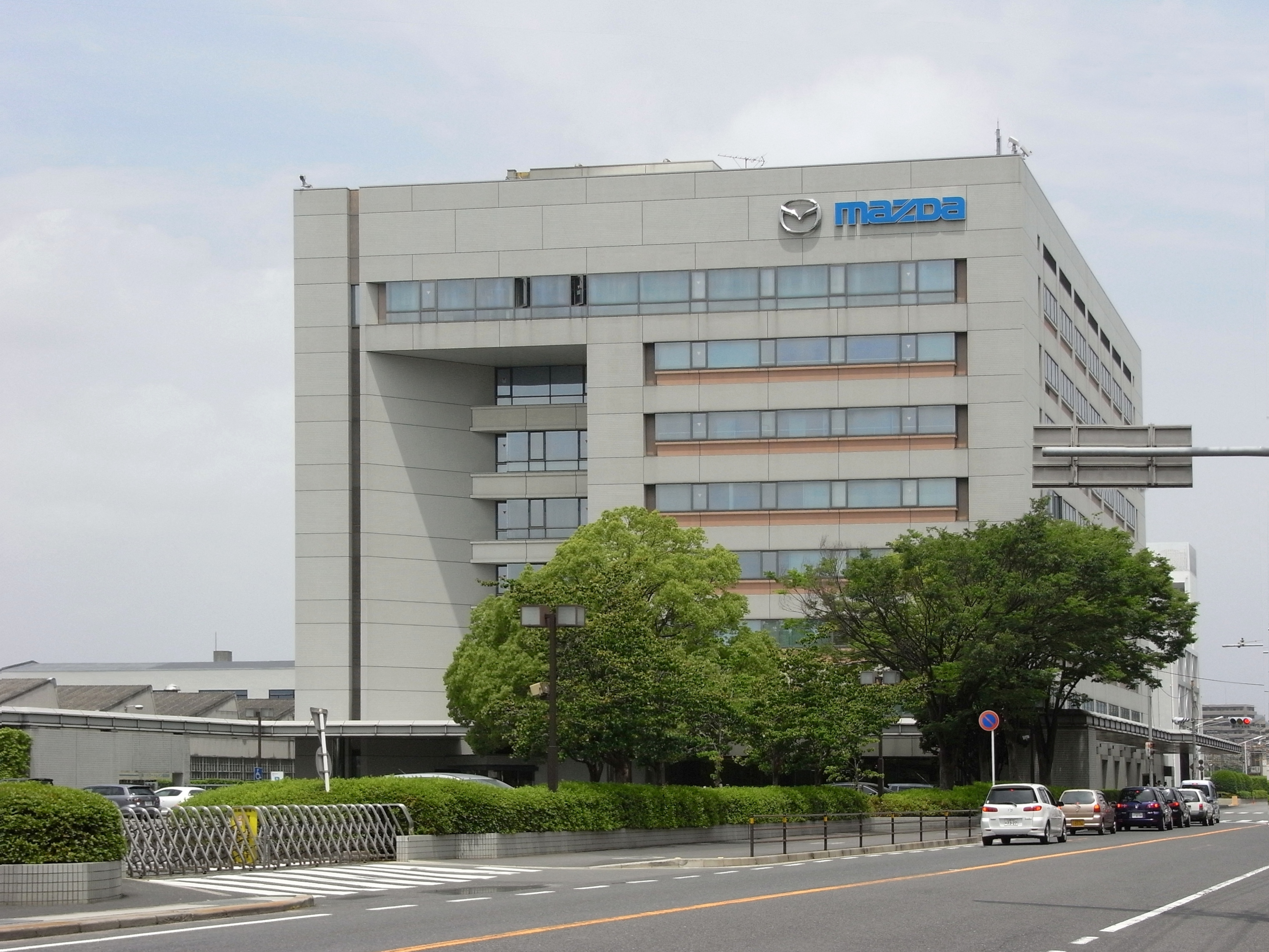
Mazda-Zentrale

In Fuchū befindet sich die Zentrale von Matsuda K.K. (engl. Mazda Motor Corp.), 1930 eröffnete hier das Werk von Tōyō Kōgyō. Mit dem Konzern verbunden liegen in Fuchū unter anderem das Mazda-Krankenhaus (Matsuda byōin) und der Zulieferer Delta Kōgyō.
Das „Bruttogemeindeprodukt“ von Fuchū betrug im Fiskaljahr 2008 rund 197 Mrd. Yen. Von 24.210 Beschäftigten im Fiskaljahr 2010 waren 70,7 % im Dienstleistungssektor tätig, 24,8 % im sekundären Sektor.

## Verkehr
An der San’yō-Hauptlinie der westjapanischen JR (JR Nishi-Nihon) liegt der Bahnhof Mukainada im Süden von Fuchū. Die Trasse der San’yō-Shinkansen verläuft weiter nördlich durch den Ort.
Nahe der nordwestlichen Stadtgrenze verläuft die Linie Nr. 2 der Autobahn Hiroshima mit der Anschlussstelle Fuchū. Es gibt in Fuchū heute keine Nationalstraßen; die Nationalstraße 2 folgte früher der Ōzu-dōri (大洲通り; heute Präfekturstraße 164 von Hiroshima) und führte durch Fuchū, verläuft heute aber südlich davon.

## Persönlichkeiten
- Mako Fukube (* 1995), Hürdenläuferin